# Attila Cseke
Attila Zoltán Cseke, né le 9 juin 1973 à Marghita, est un avocat et homme politique roumain, membre de l'Union démocrate magyare de Roumanie (UDMR).

## Biographie
Attila Cseke est diplômé de l'université d'Oradea, titulaire d'un diplôme en droit.
Attila Cseke est membre du Sénat roumain pour le județ de Bihor de 2008 à 2012 et depuis 2016.
Il est ministre de la Santé de décembre 2009 à août 2011 dans le gouvernement d'Emil Boc, et de nouveau en 2021 dans celui de Florin Cîțu.
Il est ministre du Développement, des Travaux publics et de l'Administration de 2020 à 2023 et depuis le 23 décembre 2024.